# Agriocoma
Agriocoma is een geslacht van vlinders van de familie sikkelmotten (Oecophoridae), uit de onderfamilie Depressariinae.

## Soorten
- A. acrocosma (Meyrick, 1912)
- A. achatina (Zeller, 1855)
- A. alexandra (Meyrick, 1909)
- A. amphicrena (Meyrick, 1912)
- A. anelicta Meyrick, 1926
- A. anisodes Meyrick, 1916
- A. argyropa Meyrick, 1914
- A. arista Walsingham, 1912
- A. bourquiniella (Köhler, 1939)
- A. bruneri (Busck, 1934)
- A. calidaria (Meyrick, 1921)
- A. caprones (Klunder van Gijen, 1912)
- A. captans Meyrick, 1931
- A. catenella Zeller, 1877
- A. citrinalis (Scopoli, 1763)
- A. citroclista Meyrick, 1930
- A. citronota Meyrick, 1932
- A. cnephaea (Walsingham, 1912)
- A. comastis (Meyrick, 1909)
- A. confinella Felder & Rogenhofer, 1875
- A. constellata (Meyrick, 1912)
- A. convexicostata (Zeller, 1877)
- A. crocatella Zeller, 1877
- A. cupreata (Dognin, 1905)
- A. cyanaspis (Meyrick, 1909)
- A. cyathopa (Meyrick, 1913)
- A. chaldaica (Meyrick, 1913)
- A. chionastra Meyrick, 1926
- A. chionopis Meyrick, 1916
- A. diplotrocha Meyrick, 1937
- A. erotopis Meyrick, 1926
- A. erythroleuca Meyrick, 1928
- A. eurydryas Meyrick, 1926
- A. euthyrsa Meyrick, 1930
- A. fasciatipedella (Zeller, 1875)
- A. festicola Meyrick, 1924
- A. habristis Meyrick, 1914
- A. heliodepta Meyrick, 1932
- A. heliomima Meyrick, 1930
- A. heterochroma (Clarke, 1971)
- A. hydrogramma (Meyrick, 1912)
- A. incensella (Zeller, 1877)
- A. incisa (Meyrick, 1909)
- A. inguinaris (Klunder van Gijen, 1912)
- A. intonans Meyrick, 1933
- A. ioleuca (Meyrick, 1912)

- A. isastra Meyrick, 1926
- A. isodryas Meyrick, 1921
- A. isophylla (Meyrick, 1909)
- A. lecithitis (Meyrick, 1912)
- A. leucothyrsa Meyrick, 1938
- A. lichenista Meyrick, 1926
- A. longimaculata (Dognin, 1905)
- A. loxochorda Meyrick, 1926
- A. luridella (Zeller, 1875)
- A. luteola (Felder, 1875)
- A. lydia (Druce, 1901)
- A. militaris Meyrick, 1914
- A. miltopa (Meyrick, 1912)
- A. mimulina Butler, 1883
- A. miniata (Dognin, 1905)
- A. mitis Meyrick, 1914
- A. niphocycla Meyrick, 1926
- A. obliquistriga Dognin, 1905
- A. ochracea (Zeller, 1875)
- A. oligarcha (Meyrick, 1913)
- A. oriphanta Meyrick, 1928
- A. orthochaeta (Meyrick, 1913)
- A. persistis Meyrick, 1914
- A. phlebodes (Walsingham, 1912)
- A. phocodes (Meyrick, 1909)
- A. pialea Meyrick, 1921
- A. praeclivis Meyrick, 1921
- A. prolectans Meyrick, 1926
- A. psittacopa (Meyrick, 1912)
- A. pyrarcha Meyrick, 1910
- A. pyrocausta Meyrick, 1931
- A. pyrrhotrota Meyrick, 1932
- A. rhacina (Walsingham, 1912)
- A. rhodosarca (Walsingham, 1912)
- A. sarcodes (Diakonoff, 1954)
- A. satrapis Meyrick, 1914
- A. saulopis (Meyrick, 1909)
- A. subreticulata Walsingham, 1881
- A. syntoma (Walsingham, 1912)
- A. teganitis (Meyrick, 1909)
- A. tenebralis (Hampson, 1906)
- A. thyridopa (Meyrick, 1912)
- A. uberrima Meyrick, 1914
- A. unilorata Meyrick, 1933
- A. ustimacula (Zeller, 1875)
- A. vivida Meyrick, 1926